# ليندسي أرنولد
ليندسي أرنولد (بالإنجليزية: Lindsay Arnold)‏ هي راقصة أمريكية، ولدت في 11 يناير 1994 في بروفو في الولايات المتحدة.

## وصلات خارجية
- الموقع الرسمي
- ليندساي أرنولد على موقع IMDb (الإنجليزية)
- ليندساي أرنولد على موقع قاعدة بيانات الفيلم (الإنجليزية)